# Championnats d'Italie de VTT
Les championnats d'Italie de vélo tout terrain sont des compétitions annuelles permettant de délivrer les titres de champions d'Italie de VTT. 

## Palmarès masculin

### Cross-country
Élites
| Année | Or                    | Argent               | Bronze                |
| ----- | --------------------- | -------------------- | --------------------- |
| 1997  | Daniele Pontoni       |                      |                       |
| 2001  | Marco Bui             | Hubert Pallhuber     | Mirko Pirazzoli       |
| 2002  | Martino Fruet         | Yader Zoli           | Hubert Pallhuber      |
| 2003  | Marco Bui             | Dario Acquaroli      | Mirko Pirazzoli       |
| 2004  | Dario Acquaroli       | Marco Bui            | Mirko Pirazzoli       |
| 2005  | Marco Bui             | Martino Fruet        | Ramon Bianchi         |
| 2006  | Yader Zoli            | Mirko Pirazzoli      | Martino Fruet         |
| 2007  | Yader Zoli            | Johann Pallhuber     | Mirko Pirazzoli       |
| 2008  | Yader Zoli            | Johnny Cattaneo      | Andrea Tiberi         |
| 2009  | Marco Aurelio Fontana | Johnny Cattaneo      | Alessandro Gambino    |
| 2010  | Marco Aurelio Fontana | Umberto Carlo Corti  | Andrea Tiberi         |
| 2011  | Marco Aurelio Fontana | Martino Fruet        | Michele Casagrande    |
| 2012  | Marco Aurelio Fontana | Michele Casagrande   | Andrea Tiberi         |
| 2013  | Mirko Tabacchi        | Andrea Tiberi        | Marco Aurelio Fontana |
| 2014  | Luca Braidot          | Gerhard Kerschbaumer | Andrea Tiberi         |
| 2015  | Andrea Tiberi         | Daniele Braidot      | Luca Braidot          |
| 2016  | Daniele Braidot       | Luca Braidot         | Michele Casagrande    |
| 2017  | Gerhard Kerschbaumer  | Luca Braidot         | Andrea Tiberi         |
| 2018  | Gerhard Kerschbaumer  | Luca Braidot         | Daniele Braidot       |
| 2019  | Gerhard Kerschbaumer  | Daniele Braidot      | Luca Braidot          |
| 2020  | Luca Braidot          | Gerhard Kerschbaumer | Fabian Rabensteiner   |
| 2021  | Nadir Colledani       | Luca Braidot         | Daniele Braidot       |
| 2022  | Gerhard Kerschbaumer  | Juri Zanotti         | Luca Braidot          |
| 2023  | Luca Braidot          | Gioele Bertolini     | Filippo Fontana       |

Espoirs
| Année | Or                    | Argent               | Bronze              |
| ----- | --------------------- | -------------------- | ------------------- |
| 2006  | Marco Aurelio Fontana |                      |                     |
| 2007  | Andrea Tiberi         |                      |                     |
| 2010  | Samuele Porro         | Juri Ragnoli         | Diego Rosa          |
| 2011  | Gerhard Kerschbaumer  | Luca Braidot         | Nicholas Pettinà    |
| 2012  | Gerhard Kerschbaumer  | Luca Braidot         | Nicholas Pettinà    |
| 2013  | Gerhard Kerschbaumer  | Nicholas Pettinà     | Daniele Braidot     |
| 2014  | Andrea Righettini     | Stefano Valdrighi    | Gioele Bertolini    |
| 2015  | Denis Fumarola        | Nadir Colledani      | Gioele Bertolini    |
| 2016  | Gioele Bertolini      | Nadir Colledani      | Denis Fumarola      |
| 2017  | Gioele Bertolini      | Nadir Colledani      | Francesco Bonetto   |
| 2018  | Juri Zanotti          | Alessandro Saravalle | Alessio Agostinelli |
| 2019  | Gioele De Cosmo       | Alessio Agostinelli  | Simone Avondetto    |

Juniors
| Année | Or                    | Argent               | Bronze            |
| ----- | --------------------- | -------------------- | ----------------- |
| 2002  | Marco Aurelio Fontana |                      |                   |
| 2007  | Nicolas Jeantet       | Stefano Panizza      | Erik Paccagnella  |
| 2008  | Gerhard Kerschbaumer  | Nicholas Pettinà     | Luca Braidot      |
| 2009  | Gerhard Kerschbaumer  | Nicholas Pettinà     | Daniele Braidot   |
| 2010  | Maximilian Vieider    | Denny Lupato         | Andrea Righettini |
| 2011  | Matteo Olivotto       | Lorenzo Samparisi    | Stefano Valdrighi |
| 2012  | Beltain Schmid        | Gioele Bertolini     | Denis Fumarola    |
| 2013  | Gioele Bertolini      | Alessandro Saravalle | Michael Spoegler  |
| 2014  | Alessandro Naspi      | Moreno Pellizzon     | Juri Cerqui       |
| 2015  | Francesco Bonetto     | Jakob Dorigoni       | Gioele De Cosmo   |
| 2016  | Matteo Cucchi         | Antonio Folcarelli   | Juri Zanotti      |
| 2017  | Juri Zanotti          | Edoardo Xillo        | Filippo Fontana   |
| 2018  | Simone Avondetto      | Zaccaria Toccoli     | Filippo Fontana   |
| 2019  | Andreas Vittone       | Davide Toneatti      | Emanuele Huez     |

### Marathon
| Année | Or              | Argent              | Bronze              |
| ----- | --------------- | ------------------- | ------------------- |
| 2005  | Tony Longo      |                     |                     |
| 2009  | Mirko Celestino | Mike Felderer       | Mirko Pirazzoli     |
| 2010  | Johnny Cattaneo | Mike Felderer       | Mirko Celestino     |
| 2011  | Mirko Celestino | Marzio Deho         | Yader Zoli          |
| 2012  | Juri Ragnoli    | Tony Longo          | Nicolas Pettina     |
| 2013  | Tony Longo      | Damiano Ferraro     | Samuele Porro       |
| 2014  | Samuele Porro   | Juri Ragnoli        | Luca Ronchi         |
| 2015  | Samuele Porro   | Damiano Ferraro     | Johnny Cattaneo     |
| 2016  | Juri Ragnoli    | Tony Longo          | Samuele Porro       |
| 2017  | Juri Ragnoli    | Samuele Porro       | Fabian Rabensteiner |
| 2018  | Samuele Porro   | Juri Ragnoli        | Mattia Longa        |
| 2019  | Samuele Porro   | Daniele Mensi       | Juri Ragnoli        |
| 2020  | Samuele Porro   | Juri Ragnoli        | Fabian Rabensteiner |
| 2023  | Diego Rosa      | Fabian Rabensteiner | Samuele Porro       |

### Descente
| Année | Or                        | Argent                    | Bronze                    |
| ----- | ------------------------- | ------------------------- | ------------------------- |
| 2011  | Lorenzo Suding            | Marco Milivinti           | Carlo Gambirasio          |
| 2012  | Lorenzo Suding            | Gianluca Vernassa         | Claudio Cozzi             |
| 2014  | Johannes Von Klebelsberg  | Alan Beggin               | Francesco Danilo Petrucci |
| 2015  | Francesco Colombo         | Gianluca Vernassa         | Loris Revelli             |
| 2016  | Francesco Danilo Petrucci | Loris Revelli             | Francesco Colombo         |
| 2017  | Francesco Colombo         | Francesco Danilo Petrucci | Loris Revelli             |
| 2018  | Johannes von Klebelsberg  | Francesco Colombo         | Marco Milivinti           |
| 2019  | Loris Revelli             | Davide Palazzari          | Francesco Colombo         |
| 2020  | Davide Palazzari          | Loris Revelli             | Tommaso Francardo         |
| 2021  | Davide Cappello           | Davide Palazzari          | Stefano Introzzi          |
| 2022  | Davide Cappello           | Loris Revelli             | Stefano Introzzi          |
| 2023  | Davide Palazzari          | Stefano Introzzi          | Loris Revelli             |

## Palmarès féminin

### Cross-country
Élites
| Année | Or                   | Argent              | Bronze           |
| ----- | -------------------- | ------------------- | ---------------- |
| 1988  | Giovanna Bonazzi     |                     |                  |
| 1989  | Giovanna Bonazzi     |                     |                  |
| 1990  | Paola Pezzo          |                     |                  |
| 1991  | Paola Pezzo          |                     |                  |
| 1992  | Paola Pezzo          |                     |                  |
| 1993  | Paola Pezzo          |                     |                  |
| 1994  | Paola Pezzo          |                     |                  |
| 1995  | Maria Paola Turcutto |                     |                  |
| 1996  | Annarita Goldin      |                     |                  |
| 1997  | Nadia De Negri       | Annabella Stropparo | Camilla Bertossi |
| 1998  | Annabella Stropparo  |                     |                  |
| 1999  | Annabella Stropparo  |                     |                  |
| 2000  | Veronica Sala        | Giuliana Tovaglieri | Camilla Bertossi |
| 2001  | Annabella Stropparo  | Camilla Bertossi    | Elena Giacomuzzi |
| 2002  | Annabella Stropparo  | Elena Giacomuzzi    | Camilla Bertossi |
| 2003  | Annabella Stropparo  | Alexandra Hober     | Monica Brunati   |
| 2004  | Annabella Stropparo  | Claudia Marsilio    | Alexandra Hober  |
| 2005  | Paola Pezzo          | Elena Giacomuzzi    | Elena Gaddoni    |
| 2006  | Annabella Stropparo  | Elena Gaddoni       | Claudia Marsilio |
| 2007  | Annabella Stropparo  | Elena Gaddoni       | Michela Benzoni  |
| 2008  | Elena Gaddoni        | Michela Benzoni     | Elena Giacomuzzi |
| 2009  | Eva Lechner          | Roberta Gasparini   | Elena Gaddoni    |
| 2010  | Eva Lechner          | Elena Giacomuzzi    | Evelyn Staffler  |
| 2011  | Eva Lechner          | Michela Benzoni     | Vania Rossi      |
| 2012  | Eva Lechner          | Roberta Gasparini   | Daniela Veronesi |
| 2013  | Eva Lechner          | Anna Oberparleiter  | Judith Pollinger |
| 2014  | Eva Lechner          | Serena Calvetti     | Mara Fumagalli   |
| 2015  | Eva Lechner          | Serena Calvetti     | Mara Fumagalli   |
| 2016  | Eva Lechner          | Lisa Rabensteiner   | Serena Calvetti  |
| 2017  | Serena Calvetti      | Lisa Rabensteiner   | Gaia Ravaioli    |
| 2018  | Eva Lechner          | Serena Calvetti     | Chiara Teocchi   |
| 2019  | Martina Berta        | Eva Lechner         | Chiara Teocchi   |
| 2020  | Eva Lechner          | Martina Berta       | Chiara Teocchi   |
| 2021  | Eva Lechner          | Marika Tovo         | Martina Berta    |
| 2022  | Martina Berta        | Chiara Teocchi      | Giorgia Marchet  |
| 2023  | Martina Berta        | Greta Seiwald       | Giada Specia     |

Espoirs
| Année | Or                | Argent             | Bronze               |
| ----- | ----------------- | ------------------ | -------------------- |
| 2007  | Judith Pollinger  | Sibylle Werth      | Nicole Perruchon     |
| 2008  | Judith Pollinger  | Claudia Sieder     | Sibylle Werth        |
| 2009  | Claudia Sieder    | Anna Oberparleiter | Nina Gulino          |
| 2010  | Serena Calvetti   | Nina Gulino        | Martina Giovanniello |
| 2011  | Serena Calvetti   | Cornelia Schuster  | Martina Giovanniello |
| 2012  | Serena Calvetti   | Anna Oberparleiter | Alessia Bulleri      |
| 2013  | Lisa Rabensteiner | Alessia Bulleri    | Giulia Gaspardino    |
| 2014  | Lisa Rabensteiner | Serena Tasca       | Alessia Bulleri      |
| 2015  | Serena Tasca      | Lisa Rabensteiner  | Emilie Collomb       |
| 2016  | Chiara Teocchi    | Serena Tasca       | Greta Seiwald        |
| 2017  | Chiara Teocchi    | Martina Berta      | Giorgia Marchet      |
| 2018  | Marika Tovo       | Giorgia Marchet    | Greta Seiwald        |
| 2019  | Giorgia Marchet   | Giada Specia       | Greta Seiwald        |

Juniors
| Année | Or                | Argent            | Bronze               |
| ----- | ----------------- | ----------------- | -------------------- |
| 2007  | Roselisa Palma    | Cornelia Schuster | Vittoria Casalegno   |
| 2008  | Cornelia Schuster | Serena Calvetti   | Marta Pastore        |
| 2009  | Michela Battaglia | Chiara Pastore    | Nicole Windegger     |
| 2010  | Alessia Bulleri   | Julia Innerhofer  | Cindy Casadei        |
| 2011  | Julia Innerhofer  | Alessia Bulleri   | Lisa Rabensteiner    |
| 2012  | Emilie Collomb    | Giulia Gaspardino | Sara De Leo          |
| 2013  | Emilie Collomb    | Greta Weithaler   | Serena Tasca         |
| 2014  | Chiara Teocchi    | Greta Seiwald     | Rebecca Gariboldi    |
| 2015  | Martina Berta     | Alessia Verrando  | Eleonore Barmaverain |
| 2016  | Martina Berta     | Marika Tovo       | Alessia Verrando     |
| 2017  | Marika Tovo       | Giada Specia      | Giorgia Stegagnolo   |
| 2018  | Giada Specia      | Julia Maria Graf  | Giulia Bertoni       |
| 2019  | Nicole Pesse      | Letizia Motalli   | Maria Julia Graf     |

### Marathon
| Année | Or                  | Argent              | Bronze              |
| ----- | ------------------- | ------------------- | ------------------- |
| 2006  | Annabella Stropparo | Elena Gaddoni       | Claudia Marsilio    |
| 2007  | Annabella Stropparo | Elena Gaddoni       | Alexandra Hober     |
| 2008  | Annabella Stropparo | Elena Gaddoni       | Anna Ferrari        |
| 2009  | Eva Lechner         | Roberta Gasparini   | Elena Gaddoni       |
| 2010  | Eva Lechner         | Michela Benzoni     | Anna Ferrari        |
| 2011  | Daniela Veronesi    | Elena Giacomuzzi    | Anna Ferrari        |
| 2012  | Daniela Veronesi    | Elena Gaddoni       | Elena Giacomuzzi    |
| 2013  | Elena Gaddoni       | Lorenza Menapace    | Claudia Andolina    |
| 2014  | Daniela Veronesi    | Elena Gaddoni       | Francesca Bugnone   |
| 2015  | Valentina Frasisti  | Mara Fumagalli      | Elena Gaddoni       |
| 2016  | Valentina Frasisti  | Annabella Stropparo | Maria Cristina Nisi |
| 2017  | Maria Cristina Nisi | Annabella Stropparo | Elena Gaddoni       |
| 2018  | Mara Fumagalli      | Elena Gaddoni       | Jessica Pellizzaro  |
| 2019  | Mara Fumagalli      | Elena Gaddoni       | Maria Cristina Nisi |
| 2020  | Elena Gaddoni       | Debora Piana        | Gaia Ravaioli       |
| 2023  | Sandra Mairhofer    | Debora Piana        | Chiara Burato       |

### Descente
| Année | Or               | Argent           | Bronze              |
| ----- | ---------------- | ---------------- | ------------------- |
| 1991  | Giovanna Bonazzi |                  |                     |
| 1992  | Giovanna Bonazzi |                  |                     |
| 1993  | Giovanna Bonazzi |                  |                     |
| 1994  | Giovanna Bonazzi |                  |                     |
| 1995  | Giovanna Bonazzi |                  |                     |
| 1996  | Giovanna Bonazzi |                  |                     |
| 1997  | Giovanna Bonazzi |                  |                     |
| 1998  | Giovanna Bonazzi |                  |                     |
| 1999  | Giovanna Bonazzi |                  |                     |
| 2000  | Emmanuela Corso  |                  |                     |
| 2007  | Elisa Canepa     | Elisa Fantonetti | Sara Martini        |
| 2008  | Elisa Canepa     | Elisa Fantonetti | Federica Perardi    |
| 2011  | Alia Marcellini  | Elisa Canepa     | Monica Ghione       |
| 2012  | Elisa Canepa     | Alia Marcellini  | Veronika Widmann    |
| 2014  | Alia Marcellini  | Rosaria Fuccio   | Julia Tanner        |
| 2015  | Veronika Widmann | Eleonora Farina  | Julia Tanner        |
| 2016  | Veronika Widmann | Eleonora Farina  | Alia Marcellini     |
| 2017  | Eleonora Farina  | Veronika Widmann | Beatrice Migliorini |
| 2018  | Eleonora Farina  | Veronika Widmann | Alia Marcellini     |
| 2019  | Eleonora Farina  | Alia Marcellini  | Veronika Widmann    |
| 2020  | Eleonora Farina  | Alia Marcellini  | Laura Rossin        |
| 2021  | Veronika Widmann | Eleonora Farina  | Alia Marcellini     |
| 2022  | Veronika Widmann | Sophie Riva      | Lisa Gava           |
| 2023  | Veronika Widmann | Eleonora Farina  | Gloria Scarsi       |